# Айча Ерен
Айча Ерен (на турски: Ayça Eren) е турска актриса.

## Биография
Айча Ерен е родена на 1 януари 1986 година в град Адана, Турция.

## Филмография
| Година | Филм                            | Роля |        |
| ------ | ------------------------------- | ---- | ------ |
| 2010   | Behzat Ç. Bir Ankara Polisiyesi | Шуле | Сериал |